# Астрахань (шнява)
«Астрахань» — шнява Каспийской флотилии Российской империи. Во время несения службы принимала участие в Персидском походе Петра I 1722—1723 годов, а также в разное время в исследованиях Каспийского моря под руководством князя А. Бековича-Черкасского, князя В. А. Урусова, капитан-поручика К. П. фон Вердена и капитан-лейтенанта Ф. И. Соймонова.

## Описание судна
Парусная шнява с деревянным корпусом, длина судна между перпендикулярами по сведениям из различных источников составляла от 21,3 до 21,7 метра, ширина 4,98—5 метров, а осадка 1,88—1,9 метра. Экипаж судна состоял из 54 человек. В кампанию 1726 года на шняве устанавливалось артиллерийское вооружение в количестве 6 орудий.

## История службы

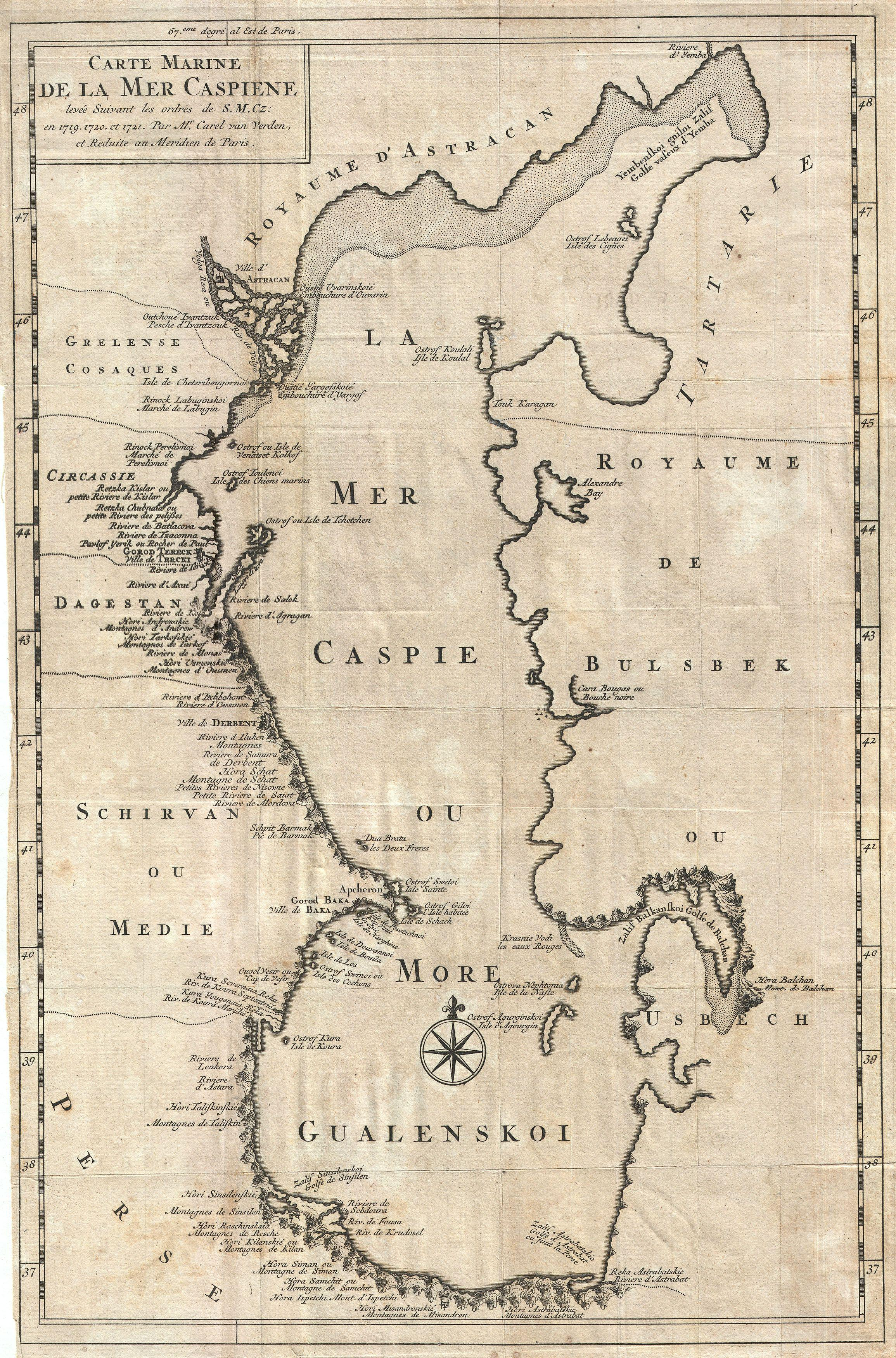
Карта Каспийского моря, 1721 год

Шнява «Астрахань» была заложен на стапеле Казанского адмиралтейства в декабре 1714 года и после спуска на воду в 1716 году вошла в состав Каспийской флотилии России. Строительство шнявы вёл кораблестроитель — подмастерье скампавейного дела М. Р. Черкасов. Летом того же года совершила переход по Волге в Астрахань.
В кампании 1716 и 1717 годов входила в состав экспедиции князя А. Бековича-Черкасского по исследованию берегов Каспийского моря. В кампанию следующего 1718 года находилась в составе экспедиции князя В. А. Урусова, во время которой была выполнена опись и подготовлена карта восточного берега Каспийского моря. В 1719 и 1720 годах входила в состав экспедиционного отряда капитан-поручика К. П. фон Вердена, также занимавшегося исследованиями Каспийского моря и подготовившего плоскую карту моря, которая в 1720 году была представлена в Парижской академии наук.
Принимала участие в Персидском походе 1722—1723 годов. С 18 (29) июля по 28 июля (8 августа) 1722 года совершила переход из Астрахани в Аграханский залив, где принимала участие в высадке десанта. После высадки десанта шнява вновь вышла в море и к 23 августа (3 сентября) прибыла к Дербенту, а в октябре того же года вернулась в Астрахань. В июле следующего 1723 года вновь использовалась для перевозки российских войск из Астрахани в Баку.
В кампанию 1726 года находилась в составе отряда кораблей Каспийской флотилии под общим командованием капитан-лейтенанта Ф. И. Соймонова, который выполнял опись берегов Каспийского моря. Опись проводилась для актуализации карты и нанесения на неё новозавоёванных провинций, пристаней, рек, крепостей и рейдов. Во время проведения гидрографических работ отрядом в Красноводском заливе было обнаружено большое количество парусных судов, однако в связи с непростой обстановкой в части нападений пиратов в этом регионе, российские корабли не входили в залив и не вступали в контакт с экипажами этих судов.
От Красноводского залива отряд ушёл на юг к Огурчинским островам. В районе островов был установлен контакт с местными жителями, которые узнав, что корабли отряда планируют входить в Балханский залив для торговли, начали обстрел лодки, направленной к берегу для переговоров. Отбив нападение, шлюпка вернулась к отряду. Гекбот «Царицын» открыл ответный артиллерийский огонь по нападавшим, однако из-за волнения не удалось установить его успешность, и корабли отряда ушли от островов. 
Помимо исследований за время экспедиции в период с 10 (21) июня по 9 (20) августа 1726 года отрядом были захвачены 5 персидских и 2 туркменских судна.
По окончании службы после 1726 года шнява «Астрахань» была разобрана.

## Командиры шнявы
Командирами шнявы «Астрахань» в составе Российского императорского флота в разное время служили:
- лейтенант Ф. И. Соймонов (1721—1722 годы)[7][13];
- поручик Т. И. Лукин (1722 год)[14][15].